# Doug Williams (lutador)
Douglas Clayton Durdle (Reading, Inglaterra, 1 de setembro de 1972), mais conhecido pelo seu ring name Doug Williams, é um wrestler profissional inglês. Já trabalhou para várias promoções de wrestling do Reino Unido e do exterior, incluindo Frontier Wrestling Alliance (FWA), One Pro Wrestling (1PW), Ring of Honor (ROH) e Pro Wrestling Noah.

## Carreira
- Circuito independente (1993-2002)
- Ring of Honor (2002-2007)
- Total Nonstop Action Wrestling (2008-2013)

## No wrestling
- Finishing moves
  - Bombs Away[1] (TNA) / Bomb Scare (Circuito independente) (Diving knee drop)[2]
  - Chaos Theory (Williams pushes the opponent against the turnbuckles, grabs hold of their waist, rolls backwards with them and follows up with a bridging German suplex)[2]
- Signature moves
- European uppercut,[2] sometimes from the top rope or running
  - Northern lights suplex[2]
  - Reverse figure four leglock[2]
  - Revolution DDT (Tornado DDT)[2]
  - Running high knee[2]
- Nicknames
  - "The Anarchist"[2]
  - "The Human Torture Device"

## Campeonatos e prêmios
- 3 Count Wrestling
  - 3CW Heavyweight Championship (1 vez)[3]
- All Star Wrestling
  - ASW British Heavyweight Championship (1 vez)
  - ASW Middle Heavyweight Championship (1 vez)
  - ASW People's Championship (1 vez)
- Athletik Club Wrestling
  - ACW World Wrestling Championship (1 vez)[4][5]
- European Wrestling Associaition
  - EWA Intercontinental Championship (1 vez)[6]
- European Wrestling Promotion
  - EWP Intercontinental Championship (1 vez)[7]
  - EWP Submission Shoot Championship (1 vez)
- Frontier Wrestling Alliance
  - FWA British Heavyweight Championship (2 vezes)[8]
- German Wrestling Promotion
  - GWP WrestlingCorner Championship (1 vez)[9]
- International Catch Wrestling Alliance
  - ICWA World Heavyweight Championship (1 vez)[10]
- NWA UK Hammerlock
  - King of the Ring (1998)
  - Survivor Series Tournament (1996, 1997)
- Premier Wrestling Federation
  - PWF Heavyweight Championship (1 vez)[11]
  - PWF Mid-Heavyweight Championship (1 vez)[11]
  - Worthing Trophy (2002–2004, 2006)[12][13]
  - Wrestler of the Year (2002–2004, 2006, 2007)[11]
- Pro Wrestling Illustrated
  - PWI ranked him #92 of the 500 best singles wrestlers in the PWI 500 2002
- Pro Wrestling Noah
  - GHC Tag Team Championship (1 vez) – com Scorpio
- Ring of Honor
  - ROH Pure Championship (1 vez)
- Total Nonstop Action Wrestling
  - IWGP Tag Team Championship (1 vez) – com Brutus Magnus
  - TNA World Tag Team Championship (1 vez) - com Brutus Magnus
  - TNA X Division Championship (1 vez)
  - TNA Television Championship (1 vez)
- The Wrestling Alliance
  - Universal British Heavyweight Championship (1 vez)
  - TWA British Heavyweight Championship (2 vezes)[14]
  - TWA European Heavyweight Championship (1 vez)
  - TWA British Tag Team Championship (1 vez) – com Robbie Brookside
- Triple X Wrestling
  - TXW Crush Championship (1 vez)
- Ultimate Wrestling Alliance
  - UWA Championship (1 vez)
- westside Xtreme wrestling
  - wXw Tag Team Championship (1 vez) – com Martin Stone